# Campionato Sammarinese 1988-1989

## Classifica
|                       |     | Classifica 1988-89 | Pt | G  | V | N | P  | GF | GS | DR  |
| --------------------- | --- | ------------------ | -- | -- | - | - | -- | -- | -- | --- |
|                       | 1.  | Libertas           | 25 | 18 | 9 | 7 | 2  | 32 | 14 | +18 |
|                       | 2.  | La Fiorita         | 25 | 18 | 9 | 7 | 2  | 22 | 8  | +14 |
| San Marino (bandiera) | 3.  | Domagnano          | 24 | 18 | 8 | 8 | 2  | 27 | 13 | +14 |
|                       | 4.  | Faetano            | 21 | 18 | 8 | 5 | 5  | 26 | 17 | +9  |
|                       | 5.  | Dogana             | 21 | 18 | 6 | 9 | 3  | 21 | 15 | +6  |
|                       | 6.  | Folgore            | 19 | 18 | 6 | 7 | 5  | 22 | 19 | +3  |
|                       | 7.  | Virtus             | 17 | 18 | 5 | 7 | 6  | 20 | 25 | -5  |
|                       | 8.  | Tre Fiori          | 15 | 18 | 4 | 7 | 7  | 16 | 18 | -2  |
|                       | 9.  | Montevito          | 11 | 18 | 3 | 8 | 7  | 15 | 37 | -22 |
|                       | 10. | San Giovanni       | 6  | 18 | 2 | 2 | 14 | 11 | 38 | -27 |

## Play-off
Ai play-off si qualificano le prime quattro squadre del girone e le due promosse della serie A2 .
- Primo Turno: si sfidano tra loro la terza e la quarta del girone e le due neopromosse

A)  Faetano -  Domagnano 0 - 0 (4 - 3 dcr)
B)  Murata -  Cailungo 2 - 0
- Secondo Turno: i vincitori del primo turno affrontano le perdenti del primo turno.

C)  Domagnano -  Murata 0 - 0 (4 - 2 dcr)
D)  Faetano -  Cailungo 4 - 1 Cailungo eliminato con due sconfitte.
- Terzo Turno: si sfidano tra loro le squadre che hanno perso almeno una partita e la seconda classificata contro il vincitore dell'altra partita del secondo turno.

E)  Domagnano -  Murata 2 - 0   Murata eliminato con due sconfitte
F)  La Fiorita -  Faetano 0 - 0 (5 - 4 dcr)
- Quarto Turno
  - Si sfidano tra loro le squadre che hanno perso almeno una partita e la prima classificata contro la vincente dell'altra partita del terzo turno. In quest'ultima chi vince approda in finale, chi perde in semifinale contro la vincente dell'altra partita.

G)  Domagnano -  Faetano 1 - 0   Faetano eliminato con due sconfitte
H)  La Fiorita -  Libertas 1 - 0
- Semifinale

I)  Libertas -  Domagnano 0 - 1
- Finale:

L)   Domagnano -  La Fiorita 2 - 1